# Fleurville
Fleurville ist eine französische Gemeinde mit 495 Einwohnern (Stand 1. Januar 2022) im Département Saône-et-Loire in der Region Bourgogne-Franche-Comté.

## Geografie
Der Ort liegt am rechten Ufer der Saône, etwa 17 Kilometer nördlich von Mâcon. Gegenüber von Fleurville mündet der Fluss Reyssouze in die Saône. Knapp oberhalb beginnt auch der Canal de Pont-de-Vaux, der gegen die Saône mit der Schleuse Fleurville abgeschottet ist. Dieser Kanal ist nur drei Kilometer lang und wird heute nur mehr für touristische Zwecke genutzt. Fleurville liegt innerhalb der definierten Grenzen der Weinbauregion Burgund. Definierte Flächen sind zur Produktion von Weinen unter der Herkunftsbezeichnung Bourgogne zugelassen.

## Geschichte
Um das Jahr 1900 war Fleurville auch ein Bahnknoten: Von Mâcon führte eine Bahnlinie über Lugny nach Fleurville, eine andere führte von Fleurville nach Pont-de-Vaux. All diese Bahnlinien sind heute nicht mehr in Betrieb.

### Bevölkerungsentwicklung
| Jahr                       | 1962 | 1968 | 1975 | 1982 | 1990 | 1999 | 2006 | 2016 |
| Einwohner                  | 340  | 304  | 332  | 455  | 485  | 471  | 473  | 512  |
| Quellen: Cassini und INSEE |      |      |      |      |      |      |      |      |

|  |  |